# Carl Gustav Jennergren
Simon Karl Gustaf (Carl Gustav) Jennergren, ursprungligen Jönsson, född 27 oktober 1918 i Norrköpings Sankt Olai församling i Östergötlands län, död 8 januari 2013 i Täby församling i Stockholms län, var en svensk försvarsforskare.

## Biografi
Jennergren avlade studentexamen 1937. Han avlade reservofficersexamen vid Livgrenadjärregementet 1941 och var löjtnant i reserven 1943–1947. Han avlade filosofie kandidat-examen vid Stockholms högskola 1943 och filosofie licentiat-examen 1947. Han var forskningsassistent vid Militärfysiska institutet 1943–1945. Åren 1945–1980 tjänstgjorde han vid Försvarets forskningsanstalt: som forskningsingenjör och för föreståndare för försöksstationen i Tumba 1945–1954, som laborator 1954–1958, som avdelningsdirektör och chef för Personalavdelningen 1958–1962, som överingenjör och chef för Planeringsbyrån 1962–1974 och som chef för Huvudavdelning 1 1974–1980.
Carl Gustav Jennergren invaldes som ledamot av Kungliga Krigsvetenskapsakademien 1964.
Carl Gustav Jennergren var son till överläraren Simon Jönsson och folkskolläraren Gerda Jensén. Han gifte sig 1943 med Elsa Hellström (1917–1978). Makarna Jennergren är begravda på Bromma kyrkogård.